# Giorgio Agamben
Giorgio Agamben (Roma, 1942) és un filòsof italià d'origen armeni, àmpliament considerat un dels pensadors més rellevants de la filosofia contemporània. La seva recerca és molt àmplia, abraça des de l'estètica fins a la filosofia política, passant per la lingüística i la història dels conceptes. Ha proposat interpretacions originals de categories com la noció de forma de vida, l'homo sacer, l'estat d'excepció i la biopolítica, en aquest darrer cas desenvolupant en termes contemporanis la idea de Michel Foucault.
El seu pensament ha estat fortament influenciat per Walter Benjamin, amb qui presenta una connexió clara en la majoria de les seves obres. La seva obra també dialoga i es relaciona amb altres figures centrals de la història de la filosofia occidental, com Aristòtil, Georg Wilhelm Friedrich Hegel, Martin Heidegger o Carl Schmitt. A més d’aquesta herència filosòfica, també han influït en Agamben textos religiosos i sobre dret, i artistes com Franz Kafka, Dante Alighieri o Fernando Pessoa.

## Vida i obra
Agamben es llicencià a la Universitat de Roma el 1965, amb una tesi doctoral sobre el pensament polític de Simone Weil. Entre el 1966 i 1968, participà en uns seminaris sobre Heidegger, Hegel i Heràclit a Freiburg; i del 1974 al 1975 formà part del Warburg Institute de la Universitat de Londres. Posteriorment, començà la seva tasca com a professor universitari, que continua exercint fins a l’actualitat. Ha treballat en centres com la Universitat de Verona, el Collège Internationale de Paris, la Università della Svizzera italiana, la Università luav di Venezia, Universitat de Nova York (que abandonà com a protesta de les polítiques de George Bush) o The European Graduate School, on ha aconseguit la càtedra Baruch Spinoza.
La part central i més coneguda de la seva obra és el projecte Homo sacer (1995 - 2015). Si bé, abans de començar aquesta empresa, Agamben es dedicà des del 1965 a reflexionar sobre la naturalesa del llenguatge; escriví obres com Estàncies. La paraula i el fantasma de la cultura occidental (1977) o El llenguatge i la mort. Un seminari sobre el paper de la negativitat (1982).
Pel que fa al projecte Homo sacer, es divideix en quatre volums, alguns dels quals, al seu torn, es subdivideixen en més d’un llibre, fent un total de nou llibres: 
- I. Homo sacer: El poder sobirà i la nua vida. (1995)
- II.1. Estat d’excepció. (2003)
- II.2. Èxtasis: La guerra civil com a paradigma polític. (2015)
- II.3. El sagrament del llenguatge: Arqueologia del jurament. (2008)
- II.4. El regne i la glòria. (2007)
- II.5. Opus dei: Arqueologia de l'ofici. (2013)
- III. El que queda d’Auschwitz: El testimoni i l’arxiu. (1998)
- IV.1. Altíssima pobresa: Regles monàstiques i formes-de-vida. (2013)
- IV.2. L’ús dels cossos. (2014)

El 2018 se'n va publicar la versió integral de tots els volums en un sol llibre, amb revisions de l'autor.
Durant tot aquest període, també ha publicat obres a banda d’aquest projecte, com La comunitat que ve (1990) o Profanacions (2005). La majoria de les seves obres han estat traduïdes al castellà i solament han estat traduïdes al català les conferències “Què vol dir ser contemporani?” (2006), “Què és un dispositiu?” (2006) i “L’Amic” (2007), publicades conjuntament sota el títol Què vol dir ser contemporanis? per Arcàdia Editorial el 2008. Agamben també tingué una breu aparició al cinema, quan el 1964 interpretà l’apòstol Filippo al film L’Evangeli segons Sant Mateu de Pier Paolo Passolini, amb qui mantenia una relació d'amistat.

## Idees principals

### El llenguatge és la base de la metafísica
Durant el seu primer període, tal com s'ha explicat, Agamben es dedicà a estudiar el “fenomen del llenguatge”. Certament no és un tema accidental i totalment diferenciat de les idees posteriors, ja que l’autor considera que el llenguatge és la base de la metafísica i, per tant, l'estudi del llenguatge és, en últim terme, l'estudi del ser: “en el llenguatge l’home s'apropa més al problema del seu propi estar-en-el-món, trobant de nou, cada vegada, el seu estat fonamental en front del ser.”
L’autor afirma que, per a la metafísica, en qualsevol manifestació sensible hi ha sempre quelcom no-present que s'amaga: el ser. I la mateixa estructura es reprodueix en el llenguatge, ja que en qualsevol acte de parla s'oculta i es pressuposa quelcom anterior, que és la possibilitat de comunicar-se i Agamben l'anomena “la Veu”. Segons l’autor, la Veu és “un fonament negatiu”, ja que és solament una intenció, un “no-encara-significat” que precedeix cada acció comunicativa. L’autor es refereix a aquest moment previ amb el terme “infància”: l'experiència transcendental de voler significar i no fer-ho encara, com fan les criatures.
Llenguatge i metafísica, en efecte, comparteixen la mateixa estructura i Agamben afegeix que el llenguatge és la base i l’origen de la metafísica, perquè en l’acte de dir alguna cosa hi ha sempre implícit el ser: “sense ser anomenat, [el ser] està sempre ja indicat en cada dir.” És a dir, el fet comunicatiu obre la dimensió ontològica del ser, que, al seu torn, dona sentit i funda la dimensió òntica dels ens concrets. Així doncs, l'expressió del llenguatge és el succés originari de la metafísica.

### Biopolítica i nua vida
Agamben desenvolupa el concepte de biopolítica sobretot en el primer volum d’Homo sacer. L’autor pren aquest concepte de Foucault, que, a Història de la Sexualitat escriu que en el món grec la zoe (vida natural) no formava part de la bios politikos (vida política), però en els Estats moderns la vida natural ha quedat inclosa dins dels instruments de poder de l’Estat, que ha esdevingut biopolític. Agamben també s'inspira en Hannah Arendt, que, a La condició humana, explica com la zoe ha penetrat en la política i l’ha transformada radicalment.
Agamben afegeix que la biopolítica fa viure als individus una “nua vida” (una idea que pren de Benjamin i que tematitzà també Arendt). La nua vida és una vida separada de la seva forma-de-vida i de qualsevol singularitat i es procura solament de viure (o sobreviure).
L’Estat, en apropiar-se de la política dels individus, els deixa sols la vida, sobre la qual, a més, també té el poder i el domini. Agamben explica com, des del Leviatan de Thomas Hobbes, els ciutadans (o súbdits), per protegir la vida, entreguen la pròpia vida al poder sobirà, que té la potestat de decidir sobre aquesta. I així, conclou Agamben, el ciutadà es converteix en homo sacer, és a dir, en “aquell qui es pot matar impunement però que és insacrificable.” La vida i, per tant, la mort, només depèn de la decisió sobirana.

### Estat d'excepció
La biopolítica fa viure els individus en un permanent “estat d’excepció”. Aquest tema ha estat tractat àmpliament per Schmitt, de qui Agamben recull moltes idees. Agamben escriu que una excepció consisteix en acceptar la normalitat d’un cas concret que no ho és; i “la creació deliberada d’un estat d’excepció permanent (encara que eventualment no declarada en sentit tècnic) ha passat a ser una de les pràctiques essencials dels Estats contemporanis, inclosos els anomenats democràtics.”
En l'estat d’excepció es desdibuixen les fronteres entre el Dret i la Política i entre aquests dos i la vida, perquè el poder polític suspèn la norma, però aplica la llei implacablement. Es cancel·la impunement l’aspecte normatiu del dret, però el govern aplica violentament la seva llei. En un estat d’aquestes característiques, l’individu no té drets ni atributs polítics, només la nua vida de l'Homo Sacer. L'estat d’excepció és, doncs, una característica essencial de l’Estat biopolític. Es perpetua indefinidament aquesta situació i Agamben defineix el territori de l’Estat com un “camp”, fent una referència evident als camps d’extermini nazis, on també l'excepció era la regla.

### La nova política
Malgrat aquesta crítica dura a les societats contemporànies, Agamben manté oberta la possibilitat d’una “nova política” que superi aquests esquemes. El pensador italià defensa que la nova política ha de replantejar-se tots els seus conceptes tradicionals, ha d’abandonar els termes que s'identifiquen amb els Estats moderns — com la idea de sobirania o democràcia — i ha de situar la idea de “comunitat” en el centre. Una comunitat en què, com en el “regne messiànic” no hi ha cap instància superior per sobre del col·lectiu, no hi ha una idea imperativa de “Poble”, per sobre del “poble”.

Aquesta nova política ha d’aconseguir recuperar la vida no-separada de la vida política, és a dir, ha de reconèixer la forma de vida de cada individu més enllà de la seva vida natural. Agamben defensa també que cal superar les falses alternatives entre “mitjans i fins” i situar el llenguatge en l'esfera política (a la qual tothom té dret), com a “mitjà pur”. Així doncs, seguint Arendt, Agamben declara la fi de l’Estat i també la caducitat dels Drets Humans, ja que són drets inscrits dins de l’ordre estatal biopolititzat. I com també defensà Arendt, reivindica la figura del “refugiat”, com a exemple d’un no-ciutadà que no pot ser naturalitzat per l’Estat.
“En lloc que el problema sigui donar papers als sense papers, els mateixos ciutadans haurien de renunciar als seus papers, posar de manifest les contradiccions del concepte mateix de drets de l’home i del ciutadà.”
Aquesta nova manera d’entendre i exercir la política seria, en efecte, una vertadera ruptura amb “l’homogeneïtat històrica”. Agamben també s'interessa per la qüestió del temps i la història en la conferència “Què vol dir ser contemporanis?”.

## Què vol dir ser contemporani?
Giorgio Agamben plantejà aquesta pregunta a la lliçó inaugural del curs de Filosofia del coneixement 2006-2007 de la facultat de disseny i art de l’Instituto Universitario di Architettura de Venècia.
Agamben comença la lliçó amb la pregunta “de qui i de què som contemporanis?”, que obliga a plantejar prèviament què vol dir ser contemporani. L’autor formula aquest interrogant amb l’objectiu que els alumnes i també el professor aconsegueixin ser contemporanis dels textos i els autors que es tractaran al llarg del curs, tant els més recents com els més antics.
Per aproximar-se a la idea de contemporaneïtat, Agamben es refereix primerament a les Consideracions intempestives de Friedrich Wilhelm Nietzsche. En aquesta obra de joventut, el filòsof alemany critica durament la cultura històrica del seu present, ja que només s'enorgulleix de la seva època i no la qüestiona. I aquesta mirada crítica respecte el propi present és la intempestivitat. Roland Barthes, citat per Agamben, conclou: “el contemporani és l’intempestiu.” A partir d’aquestes referències, Agamben comenta que qui pertany veritablement al seu temps no hi coincideix perfectament: el contemporani és inactual i intempestiu, pateix un “desfasament” i un “anacronisme” i, precisament per això, és capaç de percebre més nítidament el seu temps. Tanmateix, el contemporani no és un nostàlgic ancorat al passat, sinó que se sent indefugiblement lligat al seu present. Així doncs, “la contemporaneïtat és aquella relació amb el temps que l’accepta mitjançant un desfasament i un anacronisme.”

Segonament, Agamben es refereix al poeta rus Óssip Mandelxtam, que l’any 1923 escriví el poema “El segle”, en què expressa la relació del poeta amb la seva època. Aquest és un dels fragments que es citen a la conferència:
“Segle meu, bèstia meva, 
qui podrà mirar-te de fit a fit
i unir amb la seva sang

les vèrtebres de dos segles?”
Agamben explica que el poeta és, per tant, qui ha de reconstruir les ferides del seu temps: ha de re-unir les diferències entre dos moments històrics i també entre la seva història individual i la col·lectiva. Però el poeta també critica i és dur amb el seu temps; per tant, és la sang i la ferida i, alhora, paradoxalment, té la tasca de mirar-lo de “fit a fit” i guarir-lo.
Seguidament, a partir de la cita del poeta rus, el filòsof presenta una segona definició de contemporaneïtat: “és contemporani qui té l'esguard fit en el seu temps per percebre’n no pas la llum, sinó la foscor.” Tal com expliquen els neurofisiòlegs, la foscor no és només una privació de visió, sinó que és la imatge negra que produeixen les cèl·lules off-cells de la retina. Així doncs, “percebre la foscor” és una tasca activa, que consisteix en neutralitzar la llum del nostre temps i descobrir-ne la tenebra. Agamben també usa com a metàfora i exemple l'explicació que dona l’astronomia contemporània de la negror del cel: a la nit el cel és fosc perquè les galàxies s'allunyen més ràpid que la velocitat de la llum que projecten cap a nosaltres. I, en efecte, l’actitud del contemporani és captar la foscor d’una llum que no arriba mai.
Certament la contemporaneïtat és una relació problemàtica amb el temps, que l’autor també defineix com un “ja” que és alhora un “no encara”. Un nou exemple que il·lumina aquest anacronisme és la moda, ja que introdueix en el temps un discontinuïtat que té a veure amb l’actualitat i la inactualitat. Agamben exposa que la moda és inaferrable en el temps cronològic; primerament, perquè no es pot identificar mai l’instant en què neix. I, segonament, perquè “jo vaig a la moda” no es pot afirmar, és contradictori, perquè la moda requereix avançar-se al seu temps, però quan s'afirma, ja va en retard respecte si mateixa. El pensador italià afegeix que el fet d’anar a la moda, com la contemporaneïtat, requereix una “oportunitat”, la possibilitat d’un petit anacronisme o demodé. La moda, a més, també pot citar i revaloritzar allò que havia deixat en el passat.
Així doncs, el contemporani també té una relació particular amb el temps passat. Agamben exposa que el contemporani percep en el present els indicis d’allò arcaic (d’arque), és a dir, tot allò que des de l’origen batega encara en el present: “Ser contemporanis vol dir, en aquest sentit, tornar a un present on no hem estat mai”, afirma l’autor. El contemporani dialoga amb el passat des del present, és capaç de percebre quan el present urgeix citar i rememorar moments passats.
Aquesta última relació de la contemporaneïtat amb el passat és la del temps de messiànic. Agamben cita Sant Pau, que anuncià la tornada (o parusia) del Messies, però aquesta és cronològicament indeterminada, no es pot calcular i això permet convertir qualsevol instant passat en profecia o prefiguració. “La contemporaneïtat per excel·lència és el temps messiànic”, diu Agamben. Tal com explica l’autor, aquesta visió és propera a la filosofia de la història de Benjamin i a Foucault, que interpreta la seva recerca històrica des del present.

Així doncs, l’actitud contemporània és un tall en l’homogeneïtat, una discontinuïtat, una fractura i també una cita entre els temps i les generacions. Finalment, la tesi principal de la conferència es pot resumir en aquesta cita de l’autor:
“No només és contemporani el qui, copsant la foscor del present, n’aferra la llum sense destinació; també ho és qui, dividint i interpolant el temps, és capaç de transformar-lo i de relacionar-lo amb els altres temps.” 
I, per tant, tal com conclou Agamben, l’èxit del curs dependrà de la capacitat de satisfer aquesta exigència, no només en els textos i autors més recents, sinó en els de tota la història del pensament.
En l'edició catalana, tal com s'ha explicat, aquesta lliçó s'ha publicat juntament amb dues conferències més: “L’Amic” i “Què és un dispositiu?”. Certament les tres conferències aborden temes diferenciats, però es pot establir un denominador comú entre elles. Núria Sara Miras considera que els tres assajos es poden considerar “tres dimensions possibles d’una multidimensional Arqueologia antropològica del temps present”, ja que són tres recerques crítiques dels problemes i les mancances de les societats contemporànies.

### Obres de referència
- Lladó Mas, Bernat. «Biopolítica, vida nua i espais d'excepció: lectures geogràfiques de Giorgio Agamben». A: De l'estètica a la política.  Amics de les Arts i Joventuts Musicals de Terrassa, 2010. ISBN 9788461370757.
- D’Alonzo, Jacobo «El origen de la nuda vida: Política y lenguaje en el pensamiento de Giorgio Agamben». Revista Pléyade, 2013.
- Valls Boix, Juan Evaristo. Giorgio Agamben: Política sense obra.  Barcelona: Editorial Gedisa, juny 2018, p. 144 (Pensament polític postfundacional). ISBN 9788417341343.
- Lladó Mas, Bernat «Idea de Giorgio Agamben» (pdf). Quadern de les idees, les arts i les lletres, 158, 2006, pàg. 11-13. ISSN: 1695-9396 [Consulta: 30 juny 2019].
- «The European Graduate School: Giorgio Agamben» (en anglès). [Consulta: maig 2018].

### Obra pròpia
- Agamben, Giorgio. Què vol dir ser contemporani?.  Barcelona: Arcàdia, 2008. ISBN 978-84-935345-7-8.
- Agamben, Giorgio. Estado de Excepción. Homo Sacer II. 1 (en castellà). 2004.  València: Editorial Pre-textos. ISBN 9788481916256.
- Agamben, Giorgio. Homo sacer. Il potere sovrano e la nuda vita [Homo Sacer. El poder soberano y la nuda vida] (en castellà).  València: Editorial Pre-textos, 2003. ISBN 9789874159021.
- Agamben, Giorgio. El lenguaje y la muerte (en castellà).  València: Editorial Pre-Textos, 2008. ISBN 84-8191-491-6.